# Hans Bender (Schriftsteller)

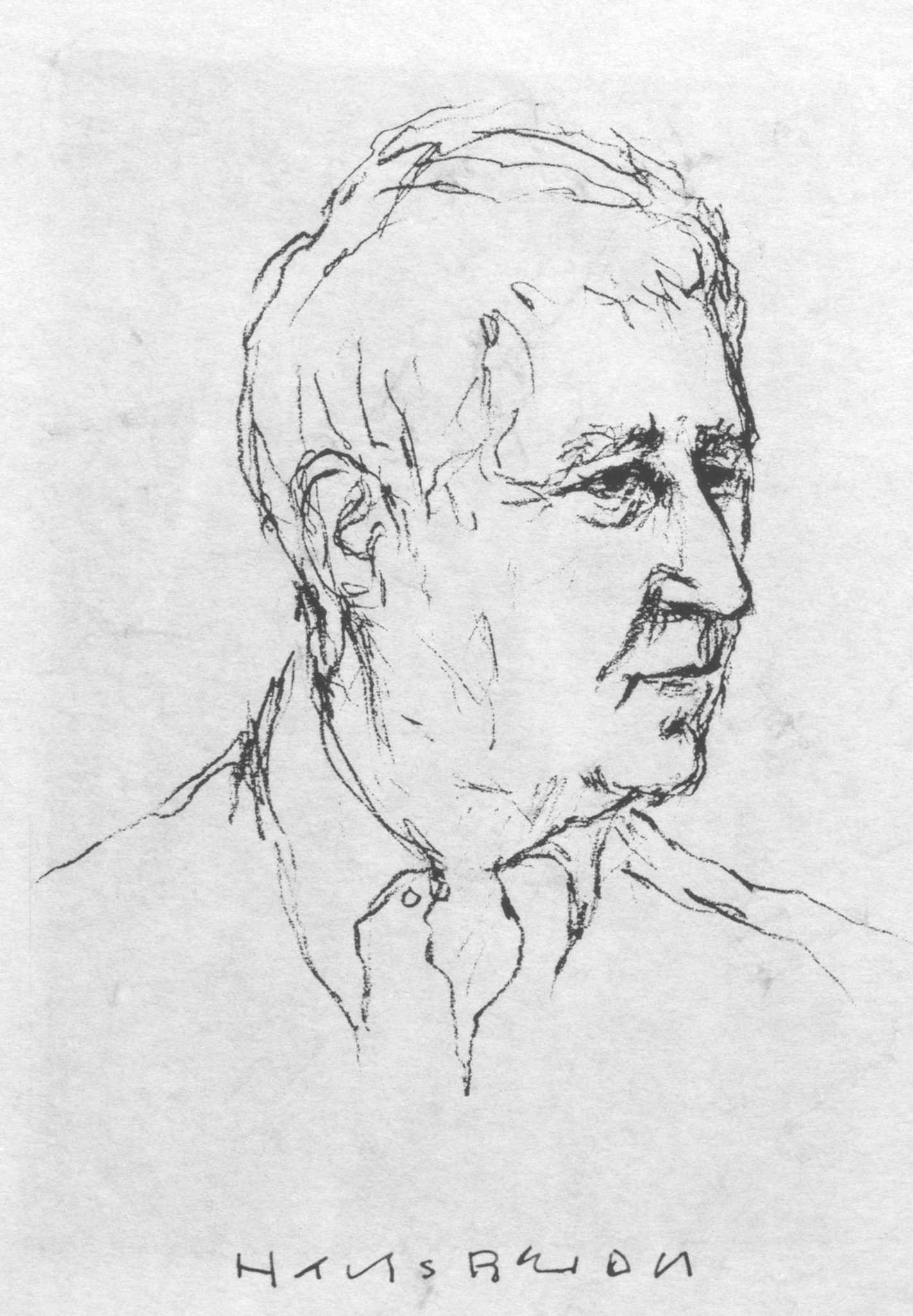
Hans Bender, Porträt von Eva Zippel (2000), von ihm signiert

Hans Friedrich Bender (* 1. Juli 1919 in Mühlhausen, Baden; † 28. Mai 2015 in Köln) war ein deutscher Schriftsteller, Lyriker und Herausgeber.

## Leben und Werk
Hans Bender wurde als Sohn eines Gastwirtes in Mühlhausen geboren. Seine Schulzeit absolvierte er in den Internatsschulen Bruchsal und Sasbach bei Achern. Hier legte er auch 1939 seine Abiturprüfungen ab. Immer wieder unterbrochen von Arbeits- und Kriegsdienst, begann er im selben Jahr mit dem Studium der Germanistik, Publizistik, Kunstgeschichte und Philosophie an der Universität Erlangen. Von 1940 bis 1945 wurde er in der deutschen Wehrmacht hauptsächlich im Bereich der Ostfront eingesetzt. Bis 1949 war er in sowjetischer Kriegsgefangenschaft. Anschließend setzte er das Studium an der Ruprecht-Karls-Universität Heidelberg fort. Während des Studiums begann Hans Bender mit dem Verfassen von Gedichten (publiziert in Fremde soll vorüber sein und Lyrische Biographie) und Kurzgeschichten (die sich unter anderem mit den Erfahrungen des Kriegs auseinandersetzten). Von 1952 bis 1953 gab er in Heidelberg die im Verlag Eremitenpresse erscheinende Literaturzeitschrift Konturen heraus, die vor allem jüngere Schriftsteller ohne eigene Publikationsmöglichkeit aufforderte, ihre Texte der Öffentlichkeit vorzustellen.
1953 begründete er gemeinsam mit Walter Höllerer die Zeitschrift Akzente, die schnell zu einer der bedeutendsten Literaturzeitschriften im deutschen Sprachraum wurde, und gab dafür die Konturen auf. Bis 1980 war er Herausgeber des im Carl Hanser Verlag erscheinenden Periodikums. Zunächst lebte und arbeitete er im Heidelberger Stadtteil Pfaffengrund in einem Kino, das seinem Bruder gehörte, später im nahegelegenen Ort Oftersheim. 1959 zog er nach Köln. Von 1962 bis 1964 war Bender Redakteur und Leiter des Feuilletons der Zeitschrift magnum und von 1960 bis 1962 des Feuilletons der Deutschen Zeitung. Von 1969 bis 1979 war er Gastdozent an der University of Texas at Austin, wo er zum außerordentlichen Professor ernannt wurde.

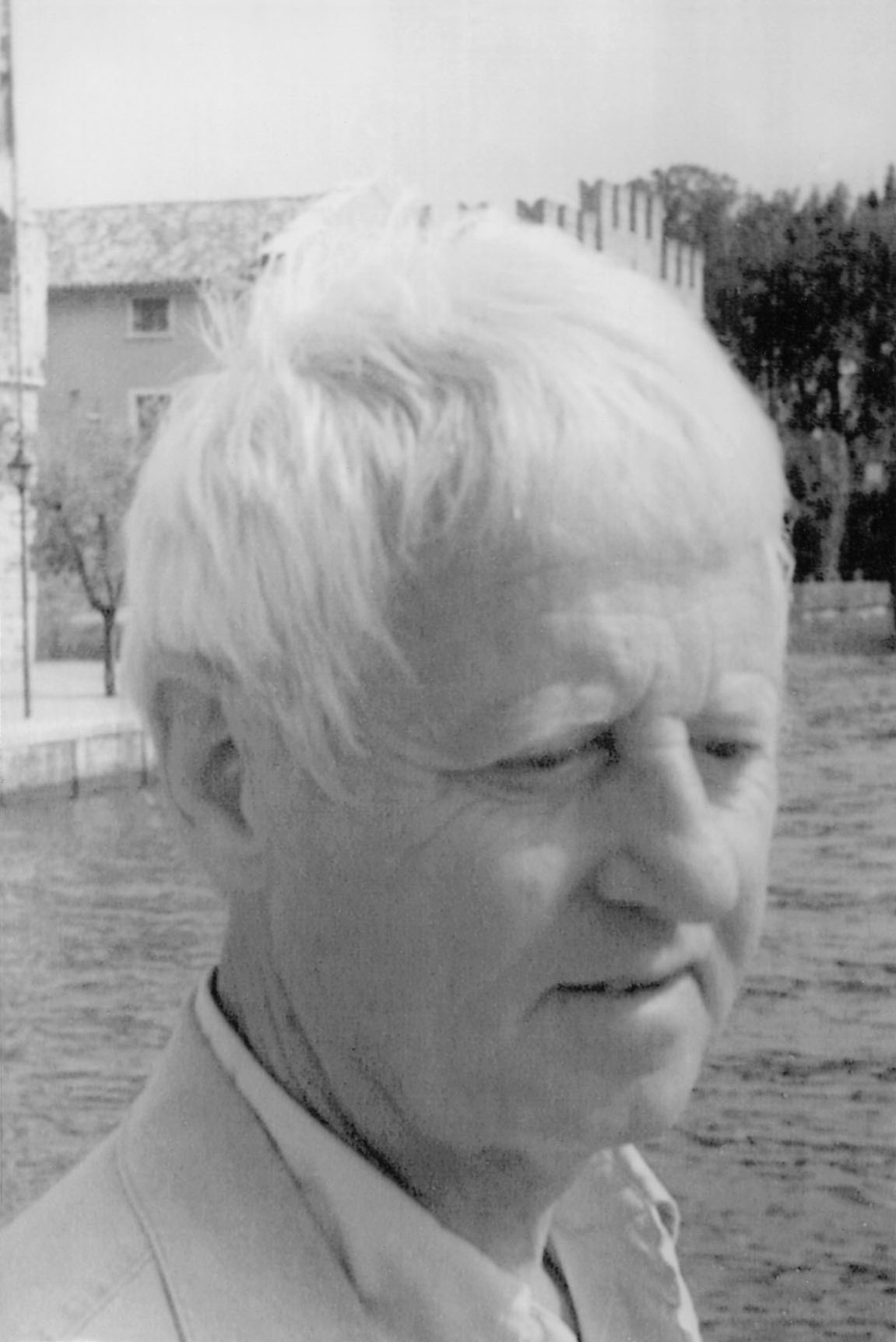
Hans Bender am Gardasee

Den ersten Roman legte Hans Bender 1954 unter dem Titel Eine Sache wie Liebe vor, der die Liebe eines jungen Studenten zu einem Flüchtlingsmädchen thematisierte. Der vielbeachtete Roman Wunschkost kam 1959 als authentische Darstellung seiner Zeit in sowjetischer Gefangenschaft heraus. Nach etwas längerer Pause in dem Bereich gab er 1979 unter dem Titel Einer von ihnen seine Tagebuchaufzeichnungen und 1987 den Erzählband Bruderherz heraus. Als Autor prägte Hans Bender in erster Linie die deutschsprachige Kurzgeschichte nach dem Zweiten Weltkrieg entscheidend mit. Die Wölfe kommen zurück, Der Brotholer, Iljas Tauben, Die Wallfahrt und Das Gasthaus gehören bis heute zum literarischen Kanon im deutschen Schulbuch und sind in zahlreiche Sprachen übersetzt worden. Im Alter waren es in erster Linie die Vierzeiler, in denen Bender (wie in den Aufzeichnungen) die Fähigkeit unter Beweis stellte, (selbst-)ironisch, lakonisch und pointiert zugleich einprägsame Bilder, Gedanken und Situationen in wenigen Versen zur Geltung zu bringen. Die ausgewählten Werke erschienen seit 2002 im Rimbaud Verlag.
Neben thematisch orientierten Sammelbänden (Lyrik und Prosa) sind repräsentative Lyrikanthologien wie Mein Gedicht ist mein Messer oder Was sind das für Zeiten hervorzuheben, deren dokumentarischer Charakter sie zu unverzichtbaren Nachschlagewerken machen.
1957 erhielt Bender den Kurzgeschichtenpreis der Süddeutschen Zeitung. Weitere Ehrungen für sein literarisches Fördern, Schaffen und Wirken folgten. Im Jahr 2006 erhielt er die Christian Ferber-Ehrengabe der Deutschen Schillerstiftung. Bender war Mitglied im PEN-Club (ab 1962) und später auch der Mainzer Akademie der Wissenschaften und der Literatur, der Freien Akademie der Künste Mannheim sowie der Berliner Akademie der Künste, Sektion Literatur. Das Land Nordrhein-Westfalen verlieh ihm 1969 den Professorentitel.
Hans Bender hat den Frankfurter Appell unterzeichnet, der die Wiederherstellung der „einheitlichen und bewährten Orthographie“ fordert.
Hans Bender gehörte mit bedeutenden Briefkonvoluten zu den Leihgebern des 2009 versunkenen Historischen Archivs der Stadt Köln: Womöglich der größte literarische Verlust des Einsturzes, schrieb die Frankfurter Allgemeine Zeitung am 29. Juni 2009. Die in diesen Konvoluten enthaltenen Briefe von und an Elias Canetti sind durch den Abdruck in der Zeitschrift Sinn und Form überliefert.
In seinem langjährigen Wohnort Köln starb Bender 2015 im Alter von 95 Jahren. Er ist in einem Ehrengrab auf dem Friedhof der Heimatgemeinde Mühlhausen bestattet.

## Rezeption
Im Lexikon der Weltliteratur wird Bender charakterisiert als „unpathetischer Lyriker und zuchtvoll verhaltener Erzähler einer mit knappsten Mitteln arbeitenden, subtilen Prosa von klarer Ehrlichkeit und verschwiegener Herzlichkeit“.

## Einzeltitel
- Fremde soll vorüber sein. Gedichte. Augsburg 1951.
- Die Hostie. Vier Stories, Erzählungen. Frankfurt/Main 1953.
- Eine Sache wie die Liebe. Roman. Hamburg 1954, München 1959, Frankfurt/Main 1994.
- Lyrische Biographie. Gedichte. Wuppertal 1957.
- Wölfe und Tauben. Erzählungen. München 1957.
- Der Brotholer. Erzählung. Hamburg 1957.
- Wunschkost. Roman. München 1959 und Aachen 2004.
- Ein Bär wächst bis zum Dach. Erzählung.
- Fondue oder Der Freitisch. Kurzgeschichte. Basel 1961.
- Das wiegende Haus. Erzählungen und autobiographisches Nachwort. Stuttgart 1961.
- Mit dem Postschiff. 24 Geschichten. München 1962. (enthält u. a. Iljas Tauben und In der Gondel)
- Die Wölfe kommen zurück. Sieben Kurzgeschichten. Hamburg 1965.
- Programm und Prosa der jungen deutschen Schriftsteller. Mainz 1967.
- Die halbe Sonne. Geschichten und Reisebilder. Baden-Baden 1968.
- Der Hund von Torcello. 32 Geschichten. Frankfurt/Main 1969 und Aachen 2007.
- Worte, Bilder, Menschen. Geschichten, Roman, Berichte, Aufsätze. München 1969.
- Wunschkost und Geschichten. 1971.
- Aufzeichnungen einiger Tage. Aufzeichnungen. Berlin 1971.
- Einer von ihnen. Aufzeichnungen einiger Tage. München und Wien 1979.
- Das Herbstbuch. Gedichte und Prosa. 1982.
- Bruderherz. Erzählungen, München. 1987.
- Drei Geschichten. Weilheim 1989.
- Postkarten aus Rom. Autobiographische Texte. München und Wien 1989.
- Gedichte und Prosa. Karlsruhe 1990.
- Eine Sache wie die Liebe. Roman, überarbeitete Fassung. Frankfurt/Main 1991.
- Die Orte, die Stunden. Aufzeichnungen. Hauzenberg 1992.
- Hier bleiben wir. 11 Gedichte. Köln 1992.
- Ich schreibe kurz. Aufzeichnungen 1994/95. Köln 1995.
- Geschichten aus dem Kraichgau. Erzählungen. Heidelberg 1995.
- Briefe 1955–1983. mit Rainer Brambach. Frankfurt/Main 1997.
- schwarz auf weiß. Vierzeiler. Warmbronn 1998.
- Wie die Linien meiner Hand. Aufzeichnungen. Hanser 1999.
- Ausgewählte Aufzeichnungen. Erzählungen und Gedichte. Zusammengestellt von Hugo Dittberner. Darmstadt 1999.
- Nachmittag, Ende September. Vierzeiler. Köln 2000.
- Jene Trauben des Zeuxis. Aufzeichnungen. Aachen 2002.
- Verweilen, gehen. Gedichte in vier Zeilen. Aachen 2003.
- Ritus der Wiederkehr. Vierzeiler. mit Linolschnitten von Zoppe Voskuhl. Berlin 2006.
- Am Ufer sitzen. Aufzeichnungen. Mit einer Rede von Hugo Dittbernerm Hauzenberg 2006.
- Die Wallfahrt – Erzählungen aus der Zeit zwischen Weltkrieg und Wunderjahren. Hörbuch. Es liest Hans Bender. Dillenburg 2009, ISBN 978-3-9813197-0-5.
- Wie es kommen wird. Meine Vierzeiler. Hanser, München 2009.
- Rose Ausländer – Hans Bender: Briefe und Dokumente 1958–1995. Aachen 2009.
- O Abendstunde. Ausgewählte Gedichte. Nachwort von Arnold Stadler. Ulrich Keicher, Warmbronn 2011
- Auf meine Art. Gedichte in vier Zeilen. Hanser Verlag, München 2012, ISBN 978-3-446-23869-5.
- Aufzeichnungen 2000–2007. Ausgewählte Werke Bd. 6. Aachen 2014.
- Hermann Lenz – Hans Bender: Anfänge sind schön. Briefwechsel 1953–1994. Rimbaud Verlag, Aachen 2018.
- Der Junge, der Asta Nielsen sah. Zehn Geschichten. Rimbaud Verlag, Aachen 2019.
- Hans Bender Lesebuch. Nyland-Stiftung. Köln 2019.
- Hinter die dunkle Tür. Vierzeiler 2013–2015. Herausgegeben von Theo Breuer. Pop Verlag, Ludwigsburg 2019.
- Erlebnis der Wiederkehr. Ein Lesebuch von Italien. hrsg. von Horst Bürger u. Walter Hörner. Verlag der Buchhandlung Klaus Bittner, Köln 2022.
- Zeitverwandtschaft. Ein halbes Jahrhundert Literatur in Essays, Rezensionen, Würdigungen. 1953–2003. 80 Texte aus 50 Jahren. Hrsg. von Horst Bürger u. Walter Hörner. Verlag der Buchhandlung Klaus Bittner, Köln 2025.

## Herausgabe (Auswahl)
- Mein Gedicht ist mein Messer. Lyriker zu ihren Gedichten. Heidelberg 1955, München 1961 und 1964.
- Widerspiel. Deutsche Lyrik seit 1945. Darmstadt 1961.
- Jahresring. Beiträge zur deutschen Literatur und Kunst der Gegenwart. Stuttgart 1962–1989.
- In diesem Lande leben wir. Deutsche Gedichte der Gegenwart. München 1978.
- Deutsche Gedichte 1930–1960. Stuttgart 1983.
- Geschichten aus dem 2. Weltkrieg. München u. Zürich 1983.
- Was sind das für Zeiten. Deutschsprachige Gedichte der achtziger Jahre. München u. Wien 1988.

## Auszeichnungen und Ehrungen
- 1957: Kurzgeschichtenpreis der Süddeutschen Zeitung
- 1961: Förderpreis des Kulturkreises im BDI
- 1973: Premio Calabria
- 1979: Bundesverdienstkreuz (am Bande)
- 1984: Jahresstipendium des Landes Baden-Württemberg
- 1986: Ehrendoktor der Universität zu Köln
- 1987: Ehrengast der Villa Massimo/Rom
- 1988: Kunstpreis des Landes Rheinland-Pfalz
- 1989: Wilhelm-Hausenstein-Ehrung
- 1991: Verdienstorden des Landes Nordrhein-Westfalen[7]
- 1994: Ehrenbürgerschaft der Gemeinde Mühlhausen/Kraichgau
- 1996: Verleihung des Professorentitels durch das Land Nordrhein-Westfalen
- 2000: Kölner Kulturpreis des Buchhauses Gonski
- 2005: Bundesverdienstkreuz (1. Klasse)
- 2006: Christian Ferber-Ehrengabe der Deutschen Schillerstiftung